# RS-647
Pour les articles homonymes, voir Route 647.
La RS-647 est une route locale du Sud-Ouest de l'État du Rio Grande do Sul.
Elle relie la BR-153 au district de Colônia Nova, à Bagé. Elle est longue de 12 km et traverse une zone de marécages.